# Kaj Erik Jensen
Kaj Erik Jensen (Odense, 4 de maig de 1942) va ser un ciclista danès, que va córrer durant els anys 60 del segle xx. Es dedicà al ciclisme en pista. Del seu palmarès destaca el Campionat del món amateur en Persecució de 1962.

## Palmarès
- 1962
  -  Campió del món amateur en persecució
- 1963
  -  Campió de Dinamarca de persecució
- 1965
  -  Campió de Dinamarca de persecució per equips